# Ümit Kayıhan
Ümit Kayıhan (* 28. Februar 1954 in Izmir; † 6. Juni 2018 ebenda) war ein türkischer Fußballspieler und -trainer.

## Karriere

### Sportliche Karriere
Ümit Kayıhan begann seine Karriere bei Göztepe Izmir. Für die Gelb-Roten kam er in seiner ersten Saison zu 17 Spielen und erzielte dabei ein Tor. Zu der Spielzeit 1975/76 wechselte Kayıhan zum Aufsteiger Balıkesirspor. Am letzten Spieltag verlor Balıkesirspor mit 6:1 gegen Adanaspor und stieg als Tabellenletzter in die 2. Liga ab.
Der Mittelfeldspieler verließ nach einer Saison Balıkesirspor und wechselte zu Altay İzmir. In zwei Spielzeiten bei Altay absolvierte Kayıhan 37 Ligaspiele. Im Sommer 1978 ging er zu Eskişehirspor. Dort kam er nur zu drei Einsätzen und kehrte nach einem Jahr zurück zu Altay.
Am Ende der Saison 1979/80 feierte Ümit Kayıhan als Spieler seinen einzigen Erfolg. Im Finale um den türkischen Pokal schlug Altay Galatasaray Istanbul. Im Hinspiel in Izmir gewann Altay durch ein Tor von Kayıhan mit 1:0. Das Rückspiel endete 1:1-Unentschieden.
Von 1982 bis 1985 spielte Kayıhan für Altınordu Izmir. Im Sommer 1985 wechselte er zum dritten Mal zu Altay und beendete seine aktive Karriere 1987 bei Kuşadasıspor.

### Trainerkarriere
Kayıhan begann seine Karriere als Cheftrainer im Oktober 1988 bei Karşıyaka Izmir. Nach zwei Monaten wurde er wieder entlassen. In der Saison 1999/2000 konnte Kayıhan mit zwei Siegen und vier Unentschieden MKE Ankaragücü vor dem Abstieg in die 2. Liga bewahren.
In der Saison 2000/01 wurde Ümit Kayıhan Cheftrainer von Göztepe Izmir. Ihm gelang mit seiner Mannschaft der Aufstieg in die Süper Lig. Sein letztes Engagement war im Jahr 2013 in der 3. Liga bei Altay İzmir.

## Erfolge
Als Spieler
Altay İzmir
- Türkischer Fußballpokal: 1980

Als Trainer
Göztepe Izmir
- 2. Türkische Liga: 2001